# Marcel·lí Buxadé i Cunill
Marcel·lí Buxadé i Cunill   (Berga, 1846 - 5 d'agost de 1907)Marcel·lí Buxadé i Cunill (Berga, 1846 - 5 d'agost de 1907) fou un enginyer català, principal impulsor del Canal Industrial de Berga.

## Biografia
Buxadé nasqué a Berga l'any 1846. A finals del segle xix, treballà en la construcció del Canal Industrial de Berga, un canal que permetés portar les aigües del riu Llobregat a la capital del Berguedà. El principal objectiu del canal era estimular la construcció de fàbriques que usessin l'aigua com a font d'energia. El 13 d'agost de 1885 Buxadé obtingué la concessió per al canal, atorgada pel Govern civil de la província de Barcelona.
L'any 1899, quan s'inaugurà aquesta obra, Buxadé va ser nomenat "fill predilecte de la ciutat" i l'Ajuntament decidí que el carrer de les Canals, un dels principals carrers del nucli antic, passés a dir-se carrer Buxadé.
El 8 d'abril de 2000, pel centenari de la creació del Canal, s'instal·là una placa commemorativa al carrer Buxadé núm. 28, casa natal de l'enginyer.
Un premi d'economia del Berguedà porta el seu nom.